# Annie Leibovitz
Anna-Lou Leibovitz, detta Annie (Waterbury, 2 ottobre 1949), è una fotografa statunitense.
Ritrattista affermata, Leibovitz ha uno stile caratterizzato dalla stretta collaborazione tra fotografo e modello.

## Biografia

### Origini e formazione
Di discendenze ebraiche, Annie Leibovitz nasce a Waterbury, nel Connecticut, terza di sei figli. Suo padre era un ufficiale dell'Aeronautica USA, e molto spesso doveva spostarsi per seguire diversi incarichi, questo portò Anne a numerosi trasferimenti e ad un'infanzia molto movimentata tra una base militare e l'altra. Durante uno di questi viaggi, la Leibovitz scopre la fotografia e si appassiona fin da subito. La madre di Annie, invece, è un'istruttrice di danza classica, ed è proprio l'influenza di questa figura che trasmetterà alla fotografa l'amore per l'arte in generale e per il bello. La donna era solita documentare la vita della famiglia, producendo filmati ricordo e scattando diverse fotografie.
Le prime foto scattate da Annie sono state scattate nella base militare delle Filippine, dove il padre era impegnato nella guerra del Vietnam. Questa esperienza e il contatto con la guerra nei primi anni di vita segneranno non solo la personalità della Leibovitz ma anche il suo lavoro e le sue convinzioni future. Crescendo e rientrando negli Stati Uniti la ragazza rifiuterà il mondo in cui è cresciuta per dedicarsi al suo opposto: l'arte, al punto da intraprendere un corso di pittura, per poi proseguire gli studi universitari presso l’Istituto d’Arte di San Francisco. La fotografia continua ad essere una passione, portata avanti in parallelo a tutte le altre questioni della sua vita. Grazie ai suoi studi conosce i celebri fotografi Robert Frank ed Henri Cartier Bresson, si appassiona sempre di più all'arte della fotografia e ne apprende le varie tecniche ed i segreti del mestiere, decidendo di farla diventare la sua strada e abbandonando il corso di pittura.

### Carriera fotografica
Nei primi anni dopo gli studi, Annie Leibovitz inizia diverse collaborazioni saltuarie con riviste minori, venendo però sempre più apprezzata per il suo approccio alla fotografia e per la qualità degli scatti. Fin da subito si specializza nei soggetti umani, ritratti per lo più, e inizia a ritagliarsi una buona fetta di popolarità. Nel 1969 si reca nel kibbutz israeliano Amir, per documentare la vita dei volontari, creando così il portfolio che le permetterà di fare il salto e approdare alla rivista Rolling Stone. Terrà questo impiego per 13 anni, dal 1970 al 1983, in cui affinerà la sua tecnica e produrrà scatti sempre più ricercati e riconoscibili, accrescendo la sua fama e popolarità. Celebre la copertina con Meryl Streep che sembra staccarsi un viso particolarmente plastico.
Nel 1975, occupò il ruolo di fotografa della tournée di concerti del gruppo rock dei The Rolling Stones, voluta e assoldata dalla band stessa. Negli anni 1980 la Leibovitz fotografò delle celebrità per una campagna pubblicitaria internazionale della American Express. Dal 1983 ha lavorato come fotografa ritrattista per Vanity Fair. Nel 1990 viene premiata col Infinity Awards per la Applied photography. Nel 1991 ha tenuto un'esposizione alla National Portrait Gallery. Annie Leibovitz ha inoltre pubblicato cinque libri di sue fotografie, Photographs, Photographs 1970-1990, American Olympians, Women, e American Music. Nel 1998 e ha realizzato il Calendario Pirelli 1999. Nel 2008 ha realizzato il calendario Lavazza 2009. Infine è stata scelta come fotografa per il Calendario Pirelli 2016 che vede ritratte 12 donne tra cui Yoko Ono, Tavi Gevinson e Patti Smith.

## Vita privata
La sua compagna di vita è stata Susan Sontag, fino alla morte di quest'ultima, avvenuta nel 2004.

## Foto celebri di Annie Leibovitz
- John Lennon, nudo, che abbraccia Yoko Ono vestita. Scattata l'8 dicembre 1980 la mattina prima della morte di Lennon.
- Demi Moore, nuda, con un abito maschile dipinto sul corpo.
- Demi Moore, nuda, incinta vista di profilo mentre cinge la sua pancia.
- Whoopi Goldberg immersa in una vasca da bagno piena di latte, inquadrata dall'alto.
- Angelina Jolie, immersa in una vasca, vista dall'alto di schiena con i tatuaggi ben visibili.
- Leonardo DiCaprio con un cigno.
- Christo, completamente impacchettato, cosicché chi guarda deve fidarsi del fotografo sul fatto che Christo sia realmente sotto l'imballo.
- Miley Cyrus, avvolta in un lenzuolo di seta con la schiena scoperta mentre guarda l'obiettivo.
- Regina Elisabetta II, in occasione della sua visita negli Stati Uniti nel 2007.
- Sting nel deserto, nudo ma coperto di fango per fondersi con lo scenario.
- Bruce Springsteen, nella celebre copertina di Born in the U.S.A. del 1984.
- Meryl Streep, con il volto tinto di bianco che si tira la pelle.
- Lady GaGa, servizio fotografico a New York del 2012.
- Serie di fotografie di attori (tra cui Jeff Bridges e Penélope Cruz-La Bella e La bestia, Jessica Chastain-Merida (The Brave), Scarlett Johansson-Cenerentola, Julianne Moore-La Sirenetta, Whoopi Goldberg-Genio della lampada) che riprendono l'immaginario principesco Disney.
- Serie di fotografie di attori (tra cui Jodie Foster-The Birds, Charlize Theron-Dial M for Murder, Scarlett Johansson e Javier Bardem- Rear Window, Renée Zellweger-Vertigo, Naomi Watts-Marnie e varie fotografie di Marion Cotillard che reinterpreta la famosa scena dell'omicidio in Psycho) che riprendono scene tratte da famosi film di Hitchcock.
- Cristiano Ronaldo e Lionel Messi durante una partita di scacchi, per un servizio fotografico di Louis Vuitton

## Opere

### Libri (monografie)
| Anno | Titolo                           | Editore                                       | Note                                           |
| ---- | -------------------------------- | --------------------------------------------- | ---------------------------------------------- |
| 1984 | Photographs                      | Thames & Hudson (Gran Bretagna)               | Monografia                                     |
| 1991 | Photographs 1970 - 1990          | Harper Collins Publishers (U.S.A.)            | Monografia                                     |
| 1996 | Olympic Portraits U.S.A.         | Bulfinch Press (U.S.A.)                       | Monografia sugli Atleti Olimpici U.S.A.        |
| 1999 | Women                            | Random House (U.S.A.)                         | Monografia con Susan Sontag                    |
| 1999 | Annie Leibovitz/1968-1997        | TeNeues Publishing, Stern Portfolio (Germany) | Monografia Nr. 9 della serie "Stern Portfolio" |
| 1998 | Calendario Pirelli               | Pirelli (Italia)                              | Calendario 2000                                |
| 2003 | American Music                   | Jonathan Cape (U.S.A.)                        | Monografia                                     |
| 2008 | Annie Leibovitz At Work          | Random House (U.S.A.)                         | Monografia                                     |
| 2008 | Calendario Lavazza               | Lavazza (Italia)                              | Calendario 2009                                |
| 2009 | Fotografie Di Una Vita 1990-2005 | De Agostini (Italia)                          | Monografia                                     |
| 2011 | Pilgrimage                       | De Agostini (Italia)                          | Monografia                                     |

### Libri (collettivi)
- Rolling Stone: The Photographs, Simon & Schuster Editions; (1989), pp. ??-??
- Pictures Of Peace, Alfred A. Knopf; (1991), pp. ??-??
- Rolling Stone: Images Of Rock & Roll, Little Brown And Company; (1995), pp. ??-??
- Calendario Pirelli 1964-2004, Rizzoli; (2004), pp. ??-??
- Individuals: Portraits From The Gap Collection, Melcher Media; (2006), pp. ??-??
- Kate Moss, Rizzoli; (2012), pp. ??-??

### Libri (narrativa)
- Annie Leibovitz, C'eravamo tanto amate.[5]

## Cinema
Nel 2006 Barbara Leibovitz ha realizzato un documentario sulla sorella dal titolo Annie Leibovitz: Life Through a Lens, portato in Italia da Feltrinelli Real Cinema e Lucky Red il 19 settembre 2012. In Obiettivo Annie Leibovitz lo spettatore prende confidenza con l'artista e con la sua quotidianità, partecipando alla sua vita privata e professionale.